# Prisilno iseljavanje stanovnika južne Istre (1915.)
Prisilno iseljavanje stanovnika južne Istre bila je deportacija stanovništa južnog dijela istarskog poluotoka. Sprovedena je 1915. godine.
Iako se može reći da za vrijeme Prvoga svjetskog rata Istra nije bila čitavo vrijeme ugrožena niti se nalazila u velikoj ratnoj opasnosti, imala je stradanja civila. To nije bilo posljedica neposrednih žrtava zračnih napada, nego zbog te deportacije. Civilna stradanja bila su najveća koje je pretrpilo stanovništvo poluotoka Istre. Prevladavaju žrtve u logorima Češke, Mađarske, Moravske i Austrije. Deportacija je uslijedila nakon zapovijedi Carskog i kraljevskog ratnog lučkog zapovjedništva grada Pule u svibnju 1915. godine. U samo tjedan dana južnu Istru moralo je napustiti 60.000 ljudi.
Kad je Italija 24. svibnja 1915. ušla u rat na strani Antante, austrijski vojni vrh se pobojao da bi saveznici mogli prodrijeti u Istru i prekinuti komunikaciju između Beča i austro-ugarske glavne ratne luke Pule. Zbog toga je odlučio iz Pule i okolice (Vodnjan, Bale, Krnica, Barban, Svetvinčenat, Kanfanar, Rovinj, Rovinjsko Selo, Barbarima) evakuirati civilno stanovništvo radi što boljeg organiziranja pulske ratne luke.:773
Zapovjedništvo pomorske utvrde Pula izdalo je javni proglas u kojemu je objavljena naredba o evakuaciji stanovništva. Ta se odredba odnosila na stanovnike Pule, te na sve one južno od crte Barbariga-Vodnjan-Valtura, i s područja sjeverno od te crte (Rovinj, Bale, Kanfanar, Barban, Krnica). Crkvena su zvona 15. svibnja 1915. u selima Puljštine najavila evakuaciju, a samo dva dana kasnije izrečena je naredba o evakuaciji stanovnika Pule i okolice. U noći sa 17. na 18. svibnja stanovnici su dobili upute evakuacije. U Puli i okolici su mogli ostati samo državni činovnici i namještenici, te radnici Arsenala i Vodovoda. Svi drugi morali su otići te je za njih napravljen plan koji je podrazumijevao da od 18. svibnja nadalje s pulskog željezničkog kolodvora treba biti evakuirano 8.000 ljudi dnevno. Među njima na sjever su otputovali - tada srednjoškolci, kasnije prosvjetni djelatnici - Mijo Mirković i Mate Demarin.
Ispred hotela Riviere podignut je privremeni kamp, koji je ograđen bodljikavom žicom i kojega su čuvali stražari. Ti su ljudi dobili status ratnih bjegunaca (Kriegsflüchtlinge), dok su u hrvatskom tisku najčešće spominjani kao evakuirci. Bili su prevoženi teretnim vlakovima koji su činili kompoziciju od 35 vagona. Put kojim su išli vodio je kroz Divaču-Ljubljanu-Ptuj-Maribor, te su stizali u logor Wagnu nedaleko Leibnitza. Ovdje su bili podijeljeni prema nacionalnoj pripadnosti (Talijani i Slovinci) i raspoređeni prema ostalim logorima u Monarhiji.
Prvi vlakovi s evakuiranim stanovništvom krenuli su lipnja 1915. prema Ugarskoj, Austriji, Češkoj i Moravskoj. Za internirane stanovnike mnogo se zauzeo porečko-pulski biskup Trifun Pederzolli. Polovicom lipnja poslao je pastirsko pismo svim župnicima župa odakle su evakuirani stanovnici te pozvao svećenike da po crkvama hitno organiziraju skupljanje novčane pomoći za potrebe tih ljudi. Organizira je slanje svećenika u izbjegličke logore, koji su imali više zadaća. Evakuiranim ljudima trebali su pružili utjehu vjere. Druga je zadaća bila svjetovne naravi. Kod civilnih su vlasti morali su zauzeti se za poboljšanje uvjeta interniraca te ih potaknuti rješavati konkretne probleme i teškoće u svezi sa smještajem po logorima. Od crkvenih dostojanstvenika biskup Pederzolli tražio je pomoć, posebno od onih na čijem su se području nalazile evakuirane osobe. Organizirao je posjete raznim izbjegličkim logorima koje je i sam obišao:773 (od studenog 1915. do srpnja 1918.: Pottendorf, Wagna, Gmundu, Steinklamm, te zgradu u Beču):774. Namjesništvo Primorja u Postojni pismeno je zamolio da što prije isposluju dopštenjima svećenicima njegove biskupije za slobodan ulaz i besplatan prijevoz željeznicama do evakuiraca.:773
U sličnim okolnostima Hrvati u Moslavini zbrinuli su istarsku djecu.  Popisi su djelomice sačuvani, a prema njima je u moslavačkom kraju spominje se da je udomiteljsku ulogu preuzelo 406 obitelji. Među njima je udomitelj bio Mijo Badalić, otac hrvatskog književnika Josipa Badalića. Dio istarske djece zbrinut je u križevačkom i bjelovarskom kraju. Središnji zemaljski odbor za zaštitu porodica mobiliziranih i u ratu palih vojnika iz Hrvatske i Slavonije vodio je dr. Josip Šilović. Odbor je 1917. godine razvio snažnu djelatnost, spašavajući od gladi istarsku, hercegovačku, dalmatinsku, bosansku i slovensku djecu.
Situacija u Ugarskoj bila je osobito teška. U mjestima gdje su internirani izbjeglice
(Palota, Csandi, Nagylak, Szeged itd.) bila je velika bijeda i glad, bez duhovne utjehe, smješteni štalama i na malo sagnjile slame.:773 Najgora je situacija bila u Gmundu, gdje je dnevno umiralo 30 ljudi, očekivala se otvorena pobuna, očaj vjernika bio je toliki da su biskupov govor utjehe prekidali jaucima i prosvjedima. Sredinom prosinca 1915. izbili su prosvjedi u logoru u Gmundu:774te su polovicom siječnja 1916. premješteni u logore u Donju Austriju, Češku i Moravsku.:775
Istrani - Hrvati, Crnogorci ili Talijani su do tog logora putovali 1915. godine u zatvorenim stočnim vagonima. Do obližnje austrijske granice putovali su čak tri dana. Od 30.000 stradalnika u logoru, 5.000 je Istrana. Da se ne zaboravi ovaj egzodus pridonijeli su Ivan Zuccon, koji je uložio nadljudske napore da svi Istrani neovisno o nacionalnosti presele tijekom Prvog svjetskog rata iz Gmünda, zatim Joso Defrančeski iz Ližnjana koji je sjećanja zapisao u listovima Istarska riječ i Istra i u knjizi o vlastitoj nakladi, pa velečasni Lucijan Ferenčić, koji je 1973. godine napisao znanstveni rad koji je nezaobilazan u razumijevanju evakuacije od 1915. do 1918. godine, doktorsku disertaciju Porečko-pulska biskupija za vrijeme biskupa Trifuna Pederzollija (1913. – 1941.).